# Sovjetunionens juniorishockeylandslag
Sovjetunionens juniorishockeylandslag vann i J-VM totalt nio guld, tre silver och ett brons. Man visade dock aldrig upp samma överlägsenhet som A-seniorerna under 1970- och 1980-talen samt det tidiga 1990-talet gjorde.

### Fotnoter
1. ↑  ”Soviet Union”. National Teams of Ice Hockey. Arkiverad från originalet den 14 maj 2016. https://web.archive.org/web/20160514165301/http://www.nationalteamsoficehockey.com/Soviet_Union.html. Läst 26 juli 2015.